# Prix Gustav-Hertz

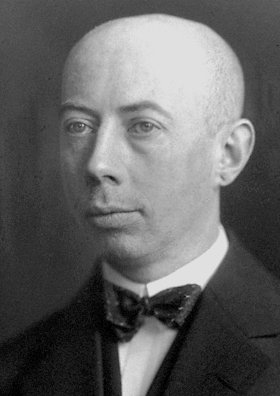
Gustav Hertz

Le Prix Gustav-Hertz est une récompense allemande, remise pour des travaux notables en physique. Elle est nommée en hommage à Gustav Hertz.
Il s'agit de la réunion de deux anciennes récompenses : le Prix de physique de la Deutsche Physikalische Gesellschaft (décerné en 1942, et depuis 1961 à l'exception de 1966 et 1990), et du Prix Gustav-Hertz de la Physikalische Gesellschaft der DDR (décerné de 1978 à 1991).
Depuis 1993 et la réunification, il récompense de jeunes scientifiques pour leurs "extraordinaires travaux, aboutis depuis peu". Il se présente sous la forme d'un diplôme et d'une dotation de 7 500 €.

## Liste des lauréats

### Prix de physique de la Deutsche Physikalische Gesellschaft
- 1942 : Albert Kochendörfer, Wilhelm Walcher
- 1961 : Ekkehart Kröner
- 1962 : Gernot Gräff, Siegfried Wilking
- 1963 : Ernst Feldtkeller, Ekkehard Fuchs, Joachim Heintze, Volker Soergel
- 1964 : Josef Zähringer
- 1965 : Ulrich Bonse, Heinrich Deichsel, Erwin Reicher
- 1967 : Wolfgang Pechhold
- 1968 : Helmut Kronmüller
- 1969 : Georg Alefeld, Max Maier
- 1970 : Heinz Burfeindt, Gerd Buschhorn, Christoph Geweniger, Peter Heide, Ulrich Kötz, Rainer Kotthaus, Raymond A. Lewis, Peter Schmüser, Hans-Jürgen Skronn, Heinrich Wahl, Konrad Wegener
- 1971 : Werner Schmidt
- 1972 : Rainer Haerten, Gerold Müller
- 1973 : Albert H. Walenta
- 1974 : Dirk Offermann, Albert Steyerl
- 1975 : Dieter Haidt
- 1976 : Werner Lauterborn
- 1977 : Detlev Buchholz, Gert-Rüdiger Strobl
- 1978 : Dietrich Habs, Volker Metag
- 1979 : Helmut Möhwald, Hans Reithler
- 1980 : Paul Leiderer
- 1981 : Klaas Bermann, Ulrich Heinzmann
- 1982 : Wolfgang Hillebrandt, Hans Klapdor
- 1983 : Gerd Binnig
- 1984 : Sigurd Hofmann, Gottfried Münzenberg, Willibrord Reisdorf, Karl-Heinz Schmidt
- 1985 : Karsten Eggert, Traudl Hansl-Kozanecka, Hans Hoffmann, Ernst Radermacher
- 1986 : Thomas Weiland
- 1987 : Wolfgang Ernst, Jürgen Mlynek
- 1988 : Alfred Petersen
- 1989 : Henning Soltwisch
- 1991 : Wolfgang Schleich
- 1992 : Manfred Opper

### Prix Gustav-Hertz de la Physikalische Gesellschaft der DDR
- 1978 : Jürgen Schneider
- 1979 : Erhard Hantzsche
- 1980 : Rainer Wedell
- 1981 : Reiner Feistel
- 1982 : Gunnar Berg
- 1983 : Siegfried Matthies
- 1984 : Gernot Neugebauer
- 1985 : Gunter Dräger
- 1986 : Ortwin Breitenstein
- 1987 : Hans-Peter Fink
- 1988 : Hans Flietner
- 1989 : Bernd Rauschenbach
- 1990 : Rolf Böttcher
- 1991 : Steffen Trimper

### Prix Gustav-Hertz de la Deutsche Physikalische Gesellschaft
- 1993 : Dieter Wintgen
- 1994 : Markus Horst Donath
- 1995 : Walter Metzner
- 1996 : Jürgen Köhler
- 1997 : Wolfgang Ketterle
- 1998 : Martin Holthaus
- 1999 : Elke Scheer
- 2000 : Gunter M. Schütz
- 2001 : Thomas Dekorsy
- 2002 : Michael Bonitz
- 2003 : Christoph Helmut Keitel
- 2004 : Klaus Blaum
- 2005 : Gunter Dräger
- 2006 : Hartmut Abele
- 2007 : Matias Bargheer
- 2008 : Gabriel Martínez-Pinedo
- 2009 : Roland Wester
- 2010 : Thomas Pohl
- 2011 : Jörn Dunkel
- 2012 : Aldo Antognini, Randolf Pohl
- 2013 : Eleftherios Goulielmakis
- 2014 : Till Nikolaij Jahnke